# La Palma (Kalifornien)
La Palma ist eine Stadt im US-Bundesstaat Kalifornien im Norden des Orange County. Sie hat 15.581 Einwohner (Stand: 2020) auf einer Fläche von 4,6 km² (Census 2020). Die Siedlung trug ursprünglich den Namen Dairyland.

## Geschichte
La Palma wurde am 26. Oktober 1955 unter dem Namen Dairyland eingemeindet. Den ursprünglichen Namen erhielt die Stadt aufgrund ihrer 1,76 Quadratmeilen (ca. 4,6 Quadratkilometer) einnehmenden 18 Molkereien, die allerdings mit der Zeit umgesiedelt wurden. In Folge wurde die Stadt 1965 aufgrund des spanischen Erbes des Orange County und der Hauptstraße der Stadt, La Palma Avenue, zu La Palma umbenannt. Zu den ersten Projekten die zur Verbesserung der Gemeinde durchgeführt wurden gehörten der Central Park und das Bürgerzentrum.

## Politik
Bürgermeister von La Palma ist Marshall Goodman. Im Jahr 2021 gab es 9614 registrierte Wähler, davon 3797 Demokraten, 2982 Republikaner und 2412 die die Angabe verweigerten. Der Rest verteilte sich auf kleinere Parteien sowie Unabhängige.